# Almanabad
Almanabad (pers. المان اباد) – wieś w Iranie, w ostanie Azerbejdżan Zachodni. W 2006 roku liczyła 497 mieszkańców w 143 rodzinach.